# Valvträsk
Valvträsk är en by vid Råneälven i Råneå socken i norra delen av Bodens kommun, Norrbottens län. Byn har 25 invånare och 16 företag.
Valvträsk var utnämnd till Årets by i Bodens kommun 1996. Byn ligger vid sjön Valvträskets östra strand längs väg 760 och sjön är egentligen ett stort sel i Råneälven som omsluts av berg i nord och syd. Avståndet till Boden är fem mil och till Gunnarsbyn är avståndet nio kilometer.
Byn hette tidigare Valvfors på grund av Anna och Johan Sundströms  
Telefonväxel. Råneåälven rinner genom sjön Valvträsk och numera finns en plats vid älven som fortfarande heter Valvfors.